# Jardín Inglés de Múnich
El Englischer Garten (jardín inglés en alemán) es un parque ubicado en la ciudad de Múnich, Alemania. 
Situado en el nordeste de la capital bávara, en la orilla occidental del río Isar, sus 4,17 km² de zona verde lo convierten en uno de los parques urbanos más grandes del mundo, más extenso incluso que Central Park o Hyde Park.
Por iniciativa del Príncipe elector Carlos Teodoro de Baviera, fue diseñado en 1789 por Benjamin Thompson y ampliado posteriormente por los paisajistas alemanes Reinhard von Werneck y Friedrich Ludwig von Sckell, quien ya había asesorado a Thompson durante la creación del jardín. 
El Englischer Garten debe su nombre a los jardines ingleses que von Sckell tomó como ejemplo durante el proceso de diseño. 
Es un parque público y de acceso totalmente libre, así como una de las atracciones turísticas más importantes de la ciudad.
Es atravesado por el Eisbach (en alemán, arroyo helado), un canal artificial donde se practican deportes.